# Pontsko-kaspijski jezici
Pontsko-kaspijski jezici, jedna od tri podskupine zapadnoturkijskih jezika raširenih na zapadnom dijelu Rusije i Ukrajini. Obuhvaća četiri jezika, viz.: balkarski [krc] kojim govore Balkarci i Karačajevci u europskom dijelu Rusije i još nekim zemljama (ukupno 113.710); karaimski [kdr], govore ga Karaimi (1.010; 2006 A. Goraianov) u Ukrajini i 120 u Litvi; krimčak [jct], također u Ukrajini. Zove se i judeokrimski tatarski; i kumički [kum] kojim govore Kumici u Rusiji (422.000; 2002 popis), i u nekoliko sela u azijskim dijelu Turske.

## Vanjske poveznice
- Ethnologue (14th)
- Ethnologue (15th)